# Rhododendron 'Ignatius Sargent'
Rhododendron 'Ignatius Sargent' — сорт вечнозелёных рододендронов.
Гибрид рододендрона кэтевбинского (лат. Rhododéndron catawbiense).

## Биологическое описание
Вечнозелёный кустарник. В Германии в возрасте 10 лет высота около 150 см.
Листья крупные, средне-зелёные.
Соцветия округлые, около 130 мм в диаметре, несут от 13 до 23 цветков.
Цветки розовые с тёмно-красными отметинами на внутренней стороне верхнего лепестка, диаметр около 80 мм. Аромат слабый.
Цветение в конце мая — середине июня.

## В культуре
Выдерживает понижения температуры до −32 °С.

## ПотомкиRhododendron'Ignatius Sargent'
- 'Mambo' Wilhelm Bruns, 1990 =('Ignatius Sargent' × Rhododendron dichroanthum ssp. scyphocalyx)
- 'Pinnacle' Anthony M. Shammarello, 1943 =('Ignatius Sargent' × (Rhododendron catawbiense × ?))
- 'Campanile' Hans Hachmann, 1984 =('Meteorit' × 'Ignatius Sargent')
- 'Mendosina' Hans Hachmann, 1986 =('Kokardia' × 'Ignatius Sargent')